# Bettina (Texas)
Bettina (Texas, USA) war eine kleine deutsche Siedlung am Nordufer des Llano Rivers im Westen des Llano Countys, die im Jahr 1847 nur wenige Monate Bestand hatte. Sie zählt seit 1964 zu den historischen Denkmälern (Historical Marker) des Bundesstaates Texas.

## Gründung
Die Vierziger, eine Gruppe von 40 jungen, mehrheitlich Studenten und junge Intellektuelle aus Hessen-Darmstadt sowie den Universitätsstädten Gießen und Heidelberg, die auf Initiative und mit Unterstützung des Mainzer Adelsvereins nach Texas gekommen waren, gründeten im Jahr 1847 am Nordufer des Llano Rivers eine eigenständige, politisch freie, auf den Idealen des jungen Kommunismus basierende Siedlung.
Die Vierziger gehörten in der Zeit des politischen Umbruchs in Deutschland (siehe Frankfurter Wachensturm oder Märzrevolution) der Gruppe der Revolutionäre und Freidenker an, in der auch Karl Marx (1818–1883) seine ideologischen Wurzeln gefunden hatte, und wollten deshalb dort – völlig losgelöst von politischen Beschränkungen und Vorgaben – als freie Bürger in einem freien Land nach dem Motto Freundschaft, Freiheit, Gleichheit leben. Man benannte die Siedlung nach der liberalen und damals in diesen Kreisen gefeierten Schriftstellerin Bettina von Arnim (1785–1859).
Es war das fünfte deutsche Latin Settlement des Adelsvereins in Texas, nachdem John O. Meusebach (1812–1897), der Generalsekretär des Adelsvereins in Texas, im Frühjahr 1847 seinen berühmten Friedensvertrag mit den Comanchen abgeschlossen hatte.
Zu dieser Siedlergruppe der Vierziger gehörten auch der Botaniker Ferdinand Lindheimer (1801–1879), der Arzt Ferdinand von Herff (1820–1912), der Ingenieur Gustav Schleicher (1823–1879), Jakob Küchler, Christoph Flach, Johannes Hörner, Louis Reinhardt und Friedrich Schenk. Neben Intellektuellen waren unter den Siedlern auch einige Handwerker, Mechaniker und Landwirte.

## Aufgabe der Siedlung
Es gab Spannungen, die Gruppe der Siedler zerbrach, die meisten zogen nach San Antonio, Austin und New Braunfels, wo sie einem Beruf nachgingen, der eher ihrer akademischen Ausbildung entsprach. Die Siedlung Bettina zerfiel. Sie wurde im Jahr 1964 in die Liste der texanischen Denkmäler (Historical Marker) aufgenommen.